# Grýla

De oger Grýla, tekening gebaseerd op de beroemde tekening in Vísnabókin

Grýla is in de IJslandse folklore een angstaanjagend vrouwelijk monster, ofwel een oger, die in de IJslandse bergen leeft.
De legende van Grýla is al vele eeuwen oud, en wordt al jaren gebruikt om de IJslanders de stuipen op het lijf te jagen. Haar naam wordt reeds in Snorri Sturlusons 13e-eeuwse Edda genoemd. Vandaag de dag wordt Grýla met Kerstmis geassocieerd, maar dat is niet altijd zo geweest. Dat begon pas ergens in de 17e eeuw, toen ze als de moeder van de 13 IJslandse folkloristische Kerstjongens (IJslands: Jólasveinar) werd beschouwd. Per publiek decreet uit 1746 werd bepaald dat Grýla en haar zonen niet meer gebruikt mochten worden om de IJslandse kinderen angst aan te jagen (zie ook kinderschrik). Vanaf de 19e eeuw veranderde hun imago van kinderlokkers en -eters tot een ordinaire bende gauwdieven.
Volgens de IJslandse folklore is Grýla drie maal getrouwd, het eerst met Gustur, nadien met Boli. Van haar derde echtgenoot Leppalúði wordt gezegd dat hij samen met Grýla, hun zonen en hun huisdier Joelkat, de grote zwarte Kerstkat, in de bergen woonde. Als Kerstmis nadert, komt volgens de folklore, Grýla uit de bergen op zoek naar stoute kinderen die zij in de zak stopt om later te kunnen opeten. Behalve Grýla en haar zonen komt ook hun kat mee, op zoek naar kinderen die dat jaar geen nieuw kledingstuk hebben gekregen. In de oude tijden waren nieuwe kleding of schoenen een soort beloning voor gehoorzame kinderen, of voor kinderen die dat jaar hard gewerkt hadden. Luie kinderen kregen geen nieuwe kledingstukken. Als ze door de Kerstkat gevonden werden, dan werden ze opgegeten.
De legendes rond Grýla komen in meerdere IJslandse verhalen, gedichten, gezangen en stukken voor. Soms wordt zij op afbeeldingen met hoeven en een staart afgebeeld. Er zijn in totaal 72 kinderen die aan Grýla gerelateerd worden, maar vanaf 1862, toen de volksverhalen werden gepubliceerd, blijft het aantal op 13 steken. Volgens sommigen zijn er slechts 9 kinderen die aan haar toegeschreven kunnen worden.

## Trivia
- De kleine geiser bij het plaatsje Hveragerði heet ook Grýla. Deze heeft waarschijnlijk niets met de ogervrouw te maken.